# Västersjön (Ljusdals socken, Hälsingland)
Västersjön är en sjö i Ljusdals kommun i Hälsingland och ingår i Ljusnans huvudavrinningsområde. Sjön har en area på 0,58 kvadratkilometer och ligger 248,9 meter över havet.

## Delavrinningsområde
Västersjön ingår i det delavrinningsområde (688326-148022) som SMHI kallar för Inloppet i Västersjön. Medelhöjden är 337 meter över havet och ytan är 10,09 kvadratkilometer. Det finns ett avrinningsområde uppströms, och räknas det in blir den ackumulerade arean 40,19 kvadratkilometer. Vattendraget som avvattnar avrinningsområdet har biflödesordning 3, vilket innebär att vattnet flödar genom totalt 3 vattendrag innan det når havet efter 173 kilometer. Avrinningsområdet består mestadels av skog (90 procent). Avrinningsområdet har 0,51 kvadratkilometer vattenytor vilket ger det en sjöprocent på 5,1 procent.